# James David Zellerbach
James David Zellerbach (San Francisco, 17 gennaio 1892 – San Francisco, 3 agosto 1963) è stato un imprenditore e diplomatico statunitense, ambasciatore degli Stati Uniti in Italia dal 1957 al 1960.

## Biografia

Gli stabilimenti della Crown-Zellerbach (1970)

Nato a San Francisco nel 1892 in una famiglia di origine ebraica, si laureò nel 1913 presso l'Università della California. Presidente dal 1938 della società Crown-Zellerbach Corporation, importante industria cartaria di proprietà paterna, Zellerbach fu delegato statunitense e poi vicepresidente dell'Organizzazione internazionale del lavoro, agenzia delle Nazioni Unite. Nel periodo successivo alla seconda guerra mondiale, e fino al 1950, fu a capo, per l'Italia, dell'European Recovery Program, generalmente noto come Piano Marshall, finalizzato alla ricostruzione dell'Europa dopo le rovine del secondo conflitto mondiale.
Il presidente repubblicano Dwight Eisenhower, eletto per il suo secondo mandato, lo nominò nel novembre 1956 ambasciatore degli Stati Uniti in Italia, in sostituzione di Clare Boothe Luce; il 6 febbraio 1957 Zellerbach presentò le credenziali. Nel 1960 officiò come mediatore nella  composizione in sede stragiudiziale della disputa tra il Ministro delle Finanze Giuseppe Trabucchi e il Gran maestro del Grande Oriente d'Italia Publio Cortini a proposito della proprietà di Palazzo Giustiniani. Concluso l'incarico il 10 dicembre del 1960, fu sostituito nel 1961 da George Frederick Reinhardt, scelto dal nuovo presidente democratico John Fitzgerald Kennedy.
Morì nel 1963, nella città natale, a settantuno anni. È sepolto nel cimitero di Colma, contea di San Mateo, in California.